# Glisy
Glisy (picardisch: Glisu) ist eine nordfranzösische Gemeinde mit 851 Einwohnern (Stand 1. Januar 2022) im Département Somme in der Region Hauts-de-France. Die Gemeinde liegt im Arrondissement Amiens, ist Mitglied des Gemeindeverbands Amiens Métropole und gehört zum Kanton Amiens-4. Die Bewohner werden Gliséins und Gliséines genannt.
Die Gemeinde erhielt 2023 die Auszeichnung „Drei Blumen“, die vom Conseil national des villes et villages fleuris (CNVVF) im Rahmen des jährlichen Wettbewerbs der blumengeschmückten Städte und Dörfer verliehen wird.

## Geographie
Glisy liegt im Amiénois am Südufer der der Somme, rund acht Kilometer östlich von Amiens. Das von der früheren Route nationale 29 und der Bahnstrecke Amiens-Laon (mit dem nicht mehr bedienten Haltepunkt Blangy-Glisy in Blangy-Tronville) durchzogene Gemeindegebiet erstreckt sich bis zur Autoroute A29. Südlich der D1029 liegt ein Gewerbegebiet. Auf dem Gebiet von Glisy liegt der Flugplatz Amiens-Glisy (Aérodrome d’Amiens-Glisy), der im Zweiten Weltkrieg von der deutschen Luftwaffe genutzt wurde.
Umgeben wird Glisy von den fünf Nachbargemeinden:
| Camon    | Lamotte-Brebière                            |                  |
| Longueau | Kompassrose, die auf Nachbargemeinden zeigt | Blangy-Tronville |
|          | Boves                                       |                  |

## Geschichte
Auf dem Gemeindegebiet lag eine gallo-römische Villa. Es wurden auch merowingische Gegenstände gefunden.
| 1962 | 1968 | 1975 | 1982 | 1990 | 1999 | 2006 | 2018 |
| ---- | ---- | ---- | ---- | ---- | ---- | ---- | ---- |
| 355  | 370  | 451  | 532  | 499  | 483  | 561  | 799  |

## Sehenswürdigkeiten
- Die einschiffige Pfarrkirche Saint-Léger wurde im 19. Jahrhundert im neugotischen Stil errichtet.

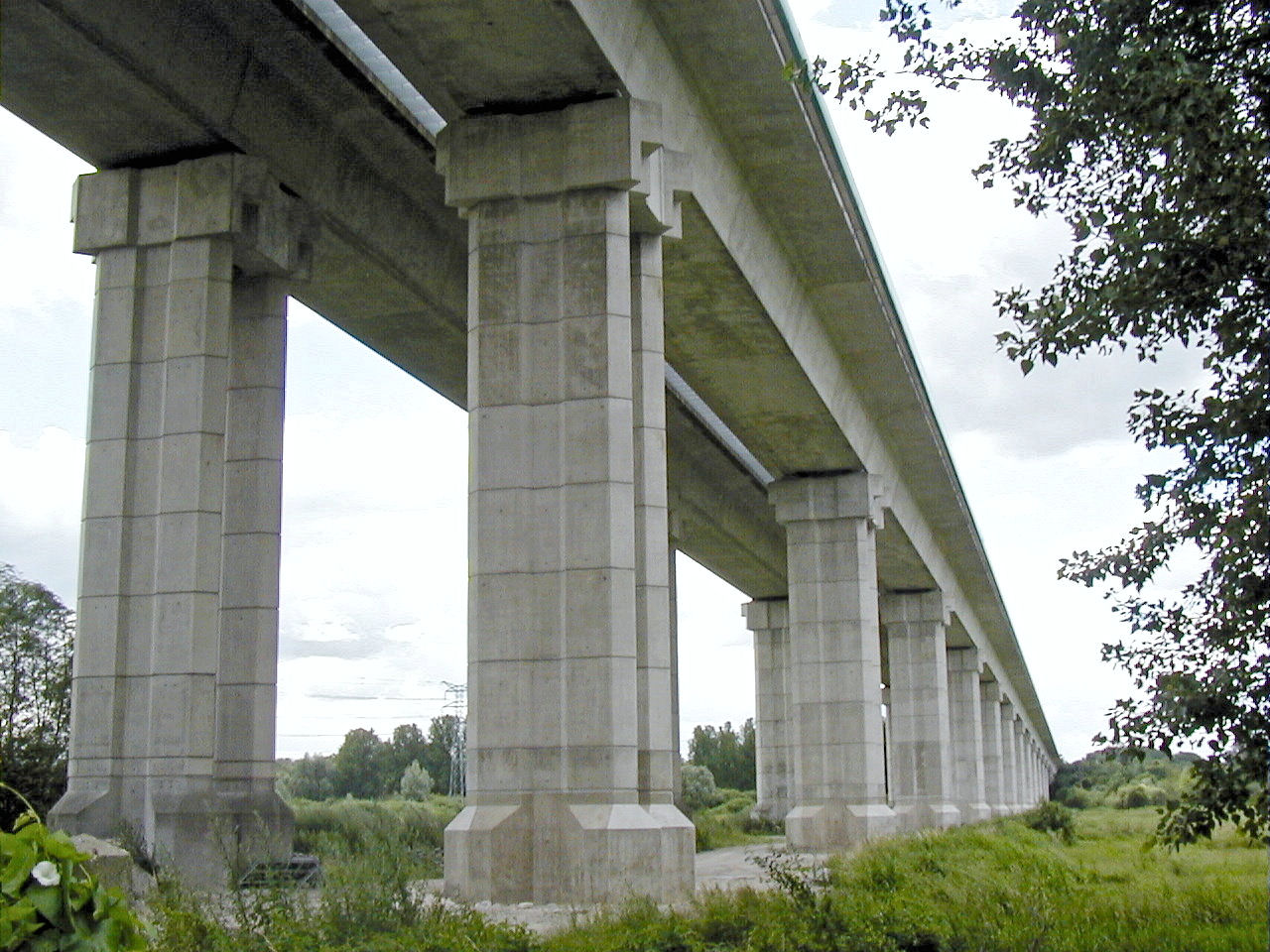
Sommebrücke
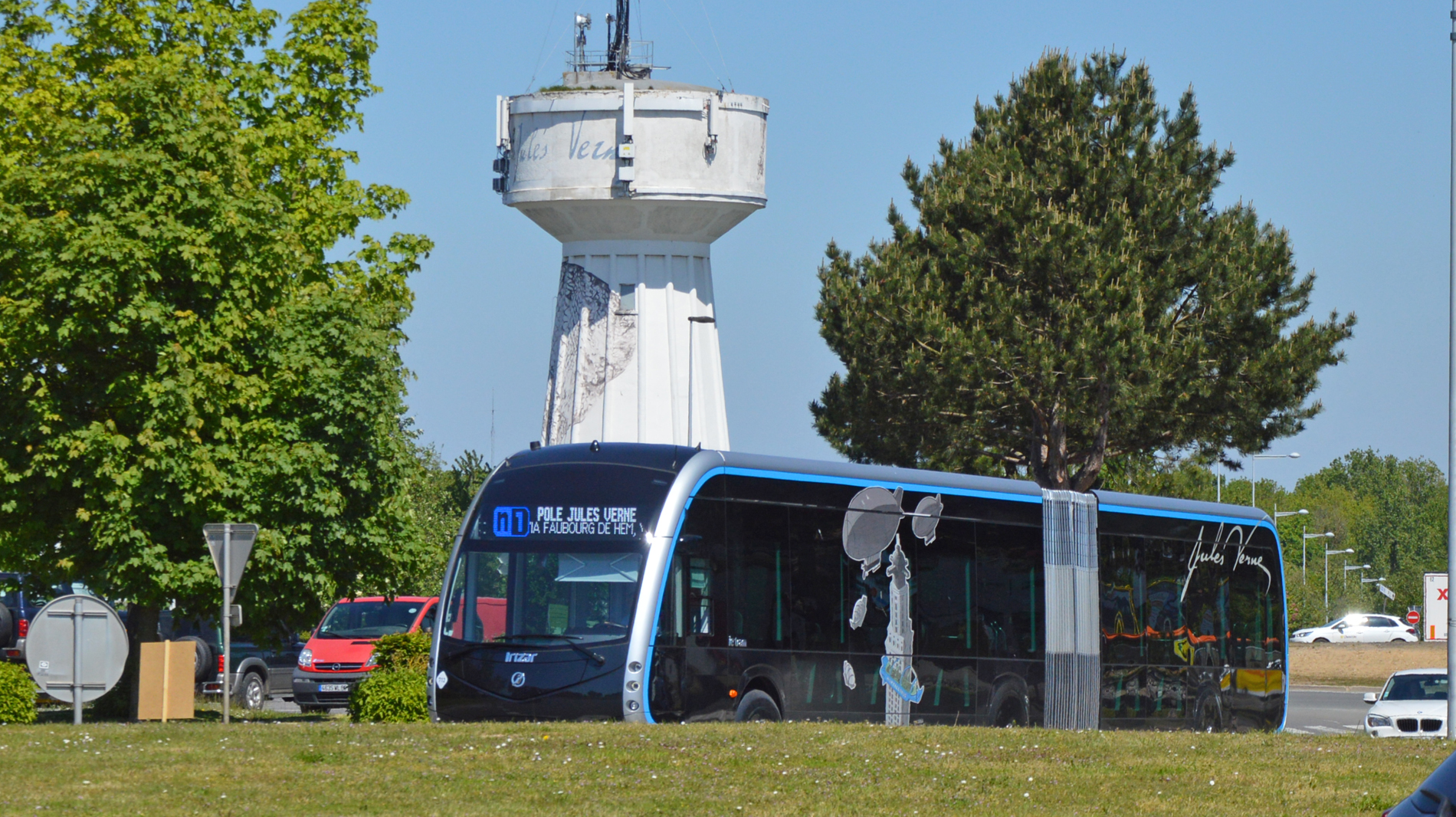
Wasserturm